# Zeekr 001
Zeekr 001 – elektryczny samochód osobowy klasy wyższej produkowany pod chińską marką Zeekr od 2021 roku.

## Historia i opis modelu

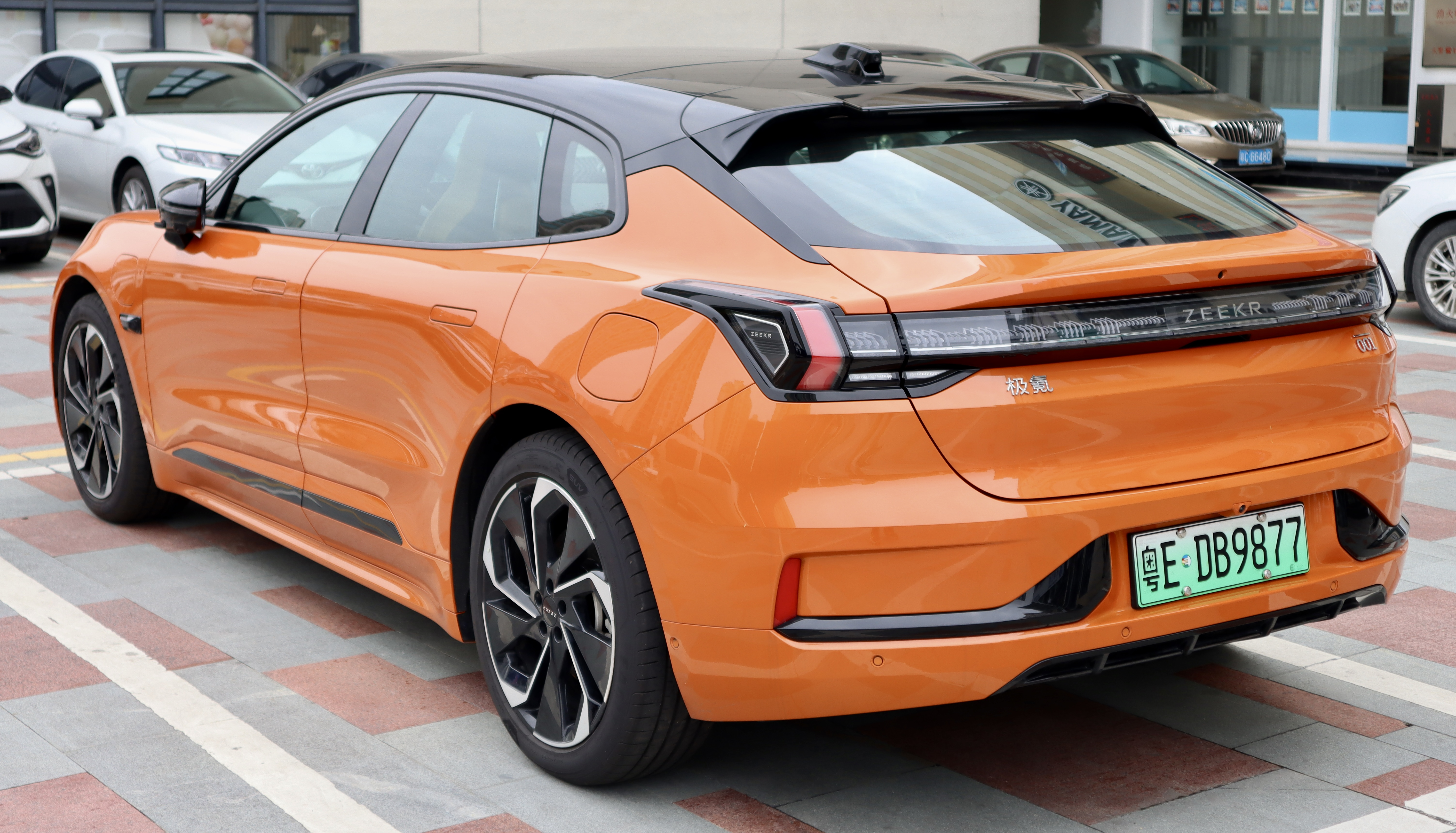
Zeekr 001 - tył

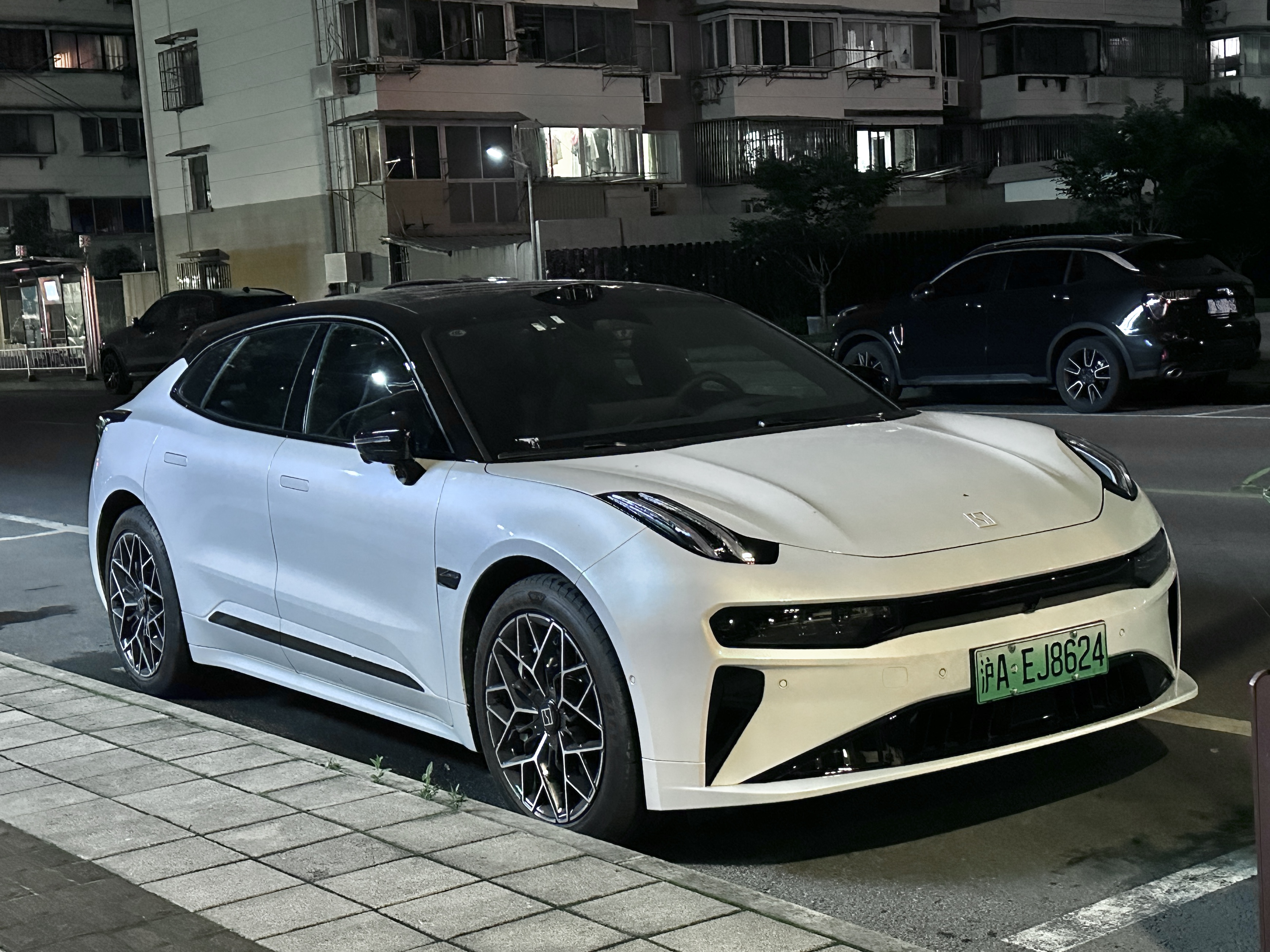
Zeekr 001 po liftingu

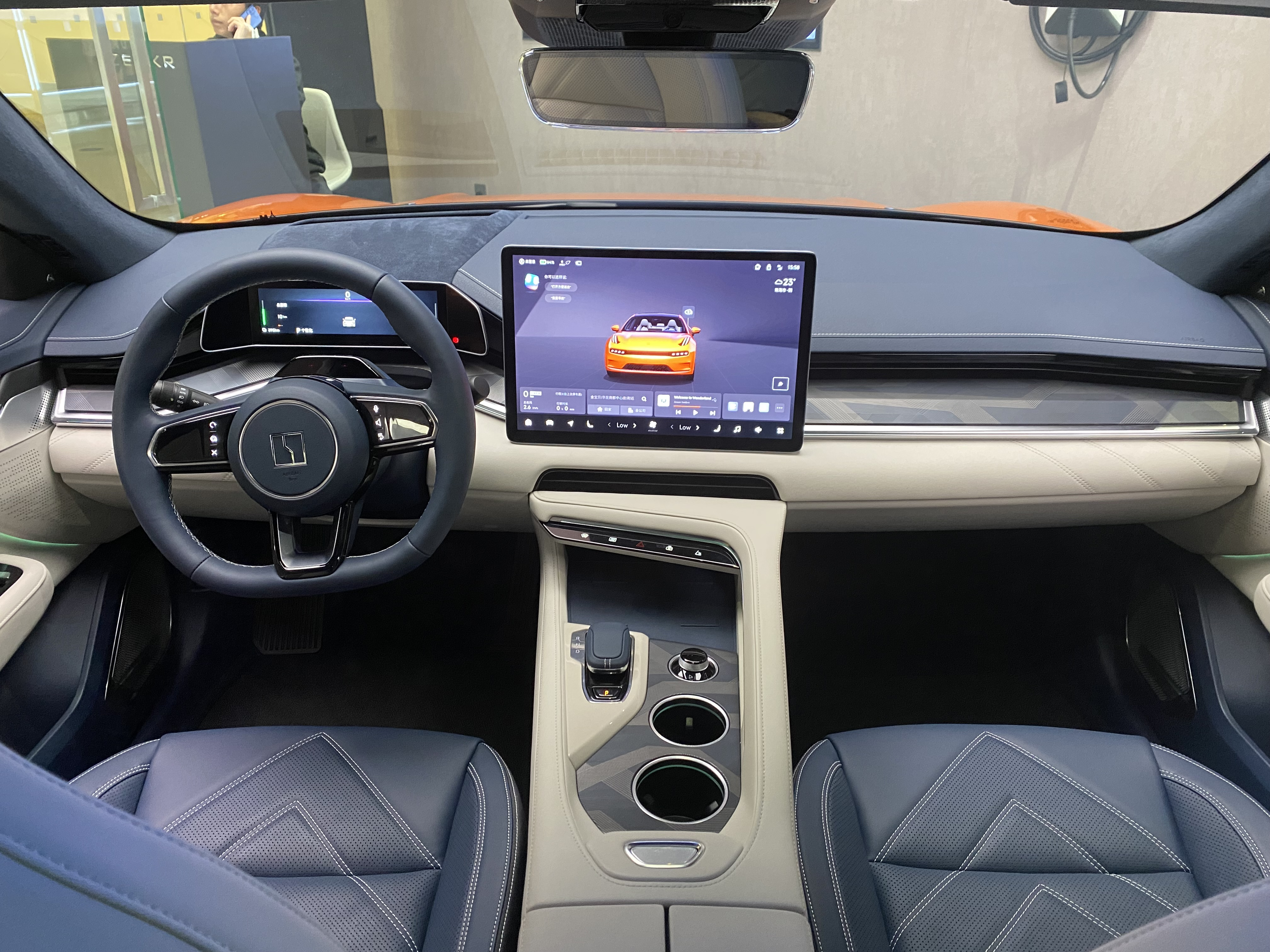
Zeekr 001 - kokpit

Pierwotnie koncepcja pojazdu powstała z myślą o marce Lynk & Co chińskiego koncernu Geely, prezentując ją we wrześniu 2020 roku w formie przedprodukcyjnego prototypu Lynk & Co ZERO Concept mającego zwiastować pierwszy elektryczny i zarazem flagowy pojazd tego producenta. Produkcyjny model przygotowano do seryjnej produkcji w lutym 2021 roku, z ukończonym etapem przedprodukcji.
Po tym, jak w marcu 2021 roku koncern Geely zapowiedział utworzenie nowej topowej marki dedykowanej dla zaawansowanych techniczne samochodów elektrycznych Zeekr, w tym samym miesiącu zdecydowano się przemianować pierwotną konstrukcję Lynk & Co na pierwszy produkt tej marki. Samochód zadebiutował oficjalnie na wystawie Shanghai Auto Show w kwietniu 2021 roku jako Zeekr 001. Jest to pierwszy samochód koncernu Geely oparty na nowej platformie SEA dedykowanej dla pojazdów elektrycznych.
Samochód przyjął postać awangardowo stylizowanego shooting brake, ze smukłą sylwetką odznaczającą się łagodnie opadającą linią dachu, a także muskularnie zaznaczonymi nadkolami. Pas przedni przyozdobiły poczwórne reflektory wykonane w technologii LED, z kolei przez całą szerokość nadwozia pobiegła listwa LED z centralnie umieszczoną nazwą producenta pomiędzy nimi.
Kabina pasażerska utrzymana została w futurystyczno-minimalistycznym wzornictwie i wzbogacona dwubarwnym wykończeniem. Tuż nad trójramienną kierownicą umieszczony został 8,8-calowy cyfrowy wyświetlacz wskaźników, za to konsolę centralną zdominował 15,4-calowy dotykowy ekran systemu multimedialnego.

### 001 FR
We wrześniu 2023 zaprezentowana została wyczynowa odmiana FR, która przeszła obszerne modyfikacje pod kątem technicznym i wizualnym. Samochód zyskał obniżone zawieszenie, dodatkowe nakładki aerodynamiczne na zderzaki i progi, tylny spojler i dyfuzor, 22-calowe alufelgi Giti Motorsport ze sportowym ogumieniem, a także karbonowo-ceramiczne hamulce Brembo. Dzięki systemowi czterch niezależnych silników przy każdym z kół samochód może zawracać w miejscu, z kolei sam układ napędowy rozwinął 1247 KM mocy. Sprint do 100 km/h zajmuje ok. 2,07 sekundy, a 100-kWh bateria pozwala uzupełnić od 10% do 80% stanu akumulatora w 15 minut. Zeekr 001 FR obsługuje nowoczesne ładowarki do 800 kW mocy. Zeekr określił pojazd jako najszybszy seryjnie produkowany samochód osobowy.

### Lifting
W lutym 2024 roku, po 3 latach rynkowej obecności, Zeekr 001 przeszedł modernizację. Pod kątem wizualnym przyniosła ona przeprojektowany układ wlotów powietrza w przednim zderzaku, a także ukształtowanie tylnego zderzaka. Wprowadzono nowe wzoru alufelg, dodatkowe pole do ładowania indukcyjnego wewnątrz, trójramienne koło kierownicy i szybszy procesor systemu multimedialnego. Układ napędowy przystosowano do szybszego ładowania dzięki archutekturze 800V. Zamiast 268, układ napędowy rozwija teraz 415 KM mocy.

### Sprzedaż
Zeekr 001 został zbudowany z myślą o globalnych rynkach zbytu. W pierwszej kolejności sprzedaż samochodu rozpoczęła się w październiku 2021 roku z ograniczeniem do rodzimego rynku chińskiego. W momencie debiutu producent zapowiedział też plany oferowania elektrycznego shooting brake także w Europie oraz Ameryce Północnej. W listopadzie 2022 oficjalnie zapowiedziano plan uruchomienia dystrybucji Zeekr 001 na wybranych rynkach zachodnioeuropejskich w 2023 roku.

### Dane techniczne
Układ napędowy Zeekr 001 tworzą dwa silniki elektryczne rozwijające moc 536 KM i 700 Nm maksymalnego momentu obrotowego, umożliwiając osiągnięcie 100 km/h w 3,8 sekundy i maksymalnie 200 km/h. Samochód dostępny jest w dwóch wariantach pojemności baterii: 86 i 100 kWh. Większa umożliwia osiągnięcie zasięgu na jednym ładowaniu do 700 kilometrów.
W maju 2023 zaprezentowana została nowa, topowa odmiana "WE" charakteryzująca się akumulatorami nowej generacji o nazwie Qilin 3.0, które dostarczyła chińska firma CATL. Dzięki pojemności 140 kWh, obniżonej masie i wyższej gęstości energentycznej, bateria umożliwiła przejechanie w cyklu mieszanmy do 1040 kilometrów na jednym ładowaniu według cyklu pomiarowego CLTC. Rozpoczynając masową produkcję i sprzedaż na początku czerwca 2023, Zeekr 001 stał się pierwszym masowo produkowanym samochodem elektrycznym o średnim zasięgu maksymalnym przekraczającym próg 1000 kilometrów.